# Madame Bovary und ihre Liebhaber
Madame Bovary und ihre Liebhaber (Originaltitel: Madame Bovary) ist ein US-amerikanisches Filmdrama von Vincente Minnelli aus dem Jahr 1949. Emma Bovary, gespielt von Jennifer Jones, weiß die Liebe ihres Mannes (Van Heflin) nicht zu schätzen und zerbricht nicht nur an ihrer Beziehung zu Rodolphe Boulanger (Louis Jourdan).
Die Filmhandlung beruht auf dem gleichnamigen Roman von Gustave Flaubert (1821–1880), der als eines der Werke der Weltliteratur gilt und 1857 in Paris erstmals in Buchform erschien.

## Handlung
Der französische Schriftsteller Gustave Flaubert steht vor Gericht, da man ihm vorwirft, mit seinem Roman Madame Bovary  gegen die Moral und guten Sitten verstoßen zu haben. Die Titelheldin Emma Bovary sei in ihrer demoralisierenden Art eine Schande für Frankreich und eine Beleidigung für andere Frauen und überhaupt ein Zerrbild der französischen Frau. Man fordert ein Verbot des Buches. Flaubert verteidigt sich und rollt das Leben seiner Hauptfigur noch einmal vor den Richtern aus. Er erklärt, er erzähle eine Geschichte über Vergebung und natürlich gebe es in der realen Welt viele Frauen wie Emma. Er erläutert den Richtern, wieso Emma überhaupt so werden konnte.
Emma war nicht nur außergewöhnlich schön und temperamentvoll, sondern auch voller Phantasie. Nachdem sie in einem Kloster erzogen worden war, kam sie zu ihrem Vater auf dessen spartanischen Bauernhof, wo nichts so war, wie sie es sich in ihrer Phantasie vorgestellt hatte. Als sie dort dem Landarzt Charles Bovary begegnete, stieg er in ihrer Phantasie zu einem romantischen Helden auf, den sie wirklich zu lieben glaubte. Schon kurze Zeit darauf waren sie miteinander verheiratet und bezogen ein bescheidenes Heim in der kleinen Stadt Yonville in der Normandie. Während Charles sich eine Praxis aufzubauen versuchte, richtete Emma sich ihr neues Zuhause ganz nach ihren Vorstellungen ein. Schnell jedoch merkte sie, dass ihr Mann nicht der war, den sie in ihm sehen wollte. Charles, dem Phantasie völlig abging, wusste nicht, was Emma von ihm erwartete, obwohl er sie abgöttisch liebte und gern alles tun wollte, damit sie zufrieden sei. So versuchte Emma nun, sich einen anderen Wunsch zu erfüllen, den nach einem Kind, aber bitte einem Jungen. Als sie Monate später ein Mädchen bekam, war ihre Enttäuschung groß. Um die Erziehung ihrer Tochter kümmerte sie sich so gut wie gar nicht, sondern ging aus Enttäuschung und Langeweile eine Affäre mit dem jungen Leon Dupuis ein, der noch bei seiner Mutter lebte.
Emmas Freude war groß, als sie und Charles eine Einladung zu einem Ball im Haus des Aristokraten Marquis D’Andervilliers bekamen. Die Argumente ihres Mannes, dass man dort eher fehl am Platz sei, ignorierte Emma und suchte sich bei dem Händler Lhereux eine exquisite Abendrobe aus, die ihr vorzüglich stand und mit der sie einen großen Eindruck bei ihrem Erscheinen auf dem Ball auslöste. Während Emma fast ununterbrochen tanzte, fand Charles keine Gesprächspartner und trank mehr Alkohol als ihm gut tat, was zu einem unschönen Abschluss des Festes führte.
Einige Zeit später machte Emma die Bekanntschaft des weltmännischen Aristokraten Rodolphe Boulanger, dessen Geliebte sie wenig später wurde. Ein letztes Mal versuchte Emma, ihre Ehe in die Bahnen zu lenken, die ihr vorschwebten, und drängte ihren Mann, eine gefährliche Operation zu versuchen, um damit Ruhm und Geld zu erlangen, was Charles jedoch im letzten Moment ablehnte, da er die Gefährlichkeit seines Handelns rechtzeitig erkannte. Emmas hohle Phantasien lösten sich somit in Luft auf und ihre Hoffnung auf ein Glück mit Charles nach ihren Vorstellungen ebenfalls. So setzte sie ihre Affäre mit Boulanger fort. Dieser machte ihr jedoch schnell klar, was er in ihr sah, und verließ sie in dem Moment, als sie ihn am meisten gebraucht hätte. Diese Ablehnung war für Emma nur schwer zu verkraften, weshalb sie monatelang ihr Bett fast nicht mehr verließ. In einem Moment tiefster Depression unternahm die junge Frau dann einen Selbstmordversuch. In letzter Minute konnte sie von Charles gerettet werden, der sich in der Folgezeit rührend um sie kümmerte.
Die Jahre vergingen, ohne dass sich etwas grundlegend änderte, Emmas Lebenshunger grenzte oftmals an Wahnsinn, dem Charles kaum etwas entgegensetzen konnte, Resignation auf seiner Seite war die Folge, da er sich außerstande sah, seiner Frau helfen zu können, um ihr Treiben zu beenden. Emmas Reue kam spät, zu spät, um nun noch die Liebe ihrer Tochter zu erringen. Emmas christliche Erziehung setzte sich durch und machte ihr aufgrund ihrer Empathie besonders bewusst, wie sehr sie sich versündigt hatte. Ihre daraus resultierenden seelischen Qualen waren groß. Als dann auch noch ihre Gläubiger sich nicht mehr länger hinhalten lassen wollten, und Boulanger ihre Bitte, ihr finanziell zu helfen, eiskalt ablehnte, sah sie nur einen Ausweg, sich dem allen zu entziehen, nahm Arsen zu sich und starb kurz darauf qualvoll in den Armen ihres Mannes, der nie aufgehört hatte, Emma zu lieben, auch wenn sie ihn nicht nur wirtschaftlich ruiniert hatte.
Nachdem Flaubert seine erschütternde Geschichte beendet hat, gibt es keine Stimme mehr, die seine Verurteilung fordert.

## Produktion

### Vorlage, weitere Verfilmungen
Flauberts Roman wurde erstmals ab dem 1. Oktober 1856 in Fortsetzungen unter dem Titel Madame Bovary: Moeurs de province in der Zeitschrift Revue de Paris veröffentlicht und endete mit der letzten Folge am 15. Dezember 1856. Nach dieser ersten Veröffentlichung warf die französische Regierung dem Schriftsteller vor, dass er eine unmoralische Geschichte geschrieben habe, und klagte ihn an. Flaubert stand im Januar und Februar 1857 vor Gericht und entkam nur mit knapper Not einem Schuldspruch.
Albert Ray passte Flauberts Roman bereits 1932 für Allied Pictures unter dem Titel Unholy Love an. Die Handlung wurde nach New York verlegt und alle Rollen wurden umbenannt. 1933 wurde der Stoff von Jean Renoir mit Valentine Tessier in der Hauptrolle der Emma Bovary verfilmt und vier Jahre später von Gerhard Lamprecht mit Pola Negri in der Titelrolle. 1947 verfilmte Carlos Schlieper den Roman mit Mecha Ortiz als Ema Bovary. 1969 war Edwige Fenech in einer Verfilmung von Hans Schott-Schöbinger Die nackte Bovary. Eine weitere Verfilmung kam 1991 in die Kinos. Claude Chabrol verfilmte die Geschichte mit Isabelle Huppert in der Titelrolle. Die bisher letzte Kinoversion, die 2014 auf die Leinwand kam, stammt von Sophie Barthes mit Mia Wasikowska als Emma Bovary.
Weitere Verfilmungen → siehe Madame Bovary#Verfilmungen.

### Produktionsnotizen
Gedreht wurde von Mitte Dezember 1948 bis Mitte März 1949 in den Metro-Goldwyn-Mayer-Studios in Culver City in Kalifornien. Cedric Gibbons und Jack Martin Smith arbeiteten als künstlerische Leiter an dem Film mit. Warren Newcombe sorgte für die Spezialeffekte. Walter Plunkett kümmerte sich um die Kostüme, die Szenenbildner Edwin B. Willis und Richard Pefferle um die Ausstattung. Tontechniker Douglas Shearer war für den Ton verantwortlich.
Laut eines Berichts des Filmmagazins The Hollywood Reporter vom Oktober 1947 hatte Metro-Goldwyn-Mayer den Schriftsteller Robert Ardrey engagiert, um Flauberts Geschichte in ein Drehbuch zu fassen. Er soll dafür 10.000 Dollar für etwa ein Jahr Arbeit erhalten haben. Vincente Minnelli widmete der Ballszene besonders viel Zeit, da sie für ihn die bedeutendste Szene des Films war. Auch ein Grund, warum Miklós Rózsa eigens einen Walzer für diese Szene komponierte.

### Besetzung
Es wurde darauf verwiesen, dass Jennifer Jones, Louis Jourdan und Alf Kjellin, der für den Film in Christopher Kent umbenannt wurde, aufgrund einer Vereinbarung, die mit David O. Selznick getroffen worden war, in den Hauptrollen besetzt waren. Für den schwedischen Schauspieler Alf Kjellin markiert der Film sein Debüt. Im August 1948 war im Filmmagazin The Hollywood Reporter zu lesen, dass ursprünglich Lana Turner für die Titelrolle vorgesehen war, was Minnellis und Bermans ursprünglichem Wunsch entsprach. Es gab jedoch Stimmen, die meinten, dass Turners erotische Ausstrahlung eher gegen sie spreche und jemand mit einer mehr damenhaften Aura besser geeignet wäre. Selznick soll einer Verleihung der bei ihm unter Vertrag stehenden Schauspielerin Jennifer Jones nur unter der Bedingung zugestimmt haben, dass MGM auch die bei ihm ebenfalls unter Vertrag stehenden Schauspieler Kjellin und Jourdan im Film einsetzt. So war Van Heflin der einzige Schauspieler mit einer führenden Rolle, der bei MGM unter Vertrag stand. Selznick, der Jennifer Jones 1949 heiratete, soll während der Dreharbeiten mehrere beratende Memos an MGM geschickt haben, die das Make-up von Jones bis hin zur Entwicklung ihres Charakters in ihrer Rolle als Madame Bovary betrafen. Zudem soll er dafür gesorgt haben, dass die Maskenbildnerin Dorothy Ponedel von ihrem Job entbunden wurde. Ellen Corby, die später durch ihre Rolle der Grandma Esther Walton weltweite Bekanntheit erlangte, ist im Film in der Rolle der Felicite als junge Frau zu sehen.
Im Filmvorspann wird James Mason bei den gelisteten Schauspielern als letzter genannt und vorgestellt mit dem Zusatz: „Darsteller Gustave Flaubert, der Autor.“ Im Abspann jedoch wird Masons Name an zweiter Stelle aufgeführt. Dem Film ist folgender Epilog vorangestellt: „Gustave Flauberts Freispruch vor fast einem Jahrhundert war ein triumphaler Moment in der Geschichte des freien Geistes. Sein Meisterwerk, ‚Madame Bovary‘, wurde ein Teil unseres Erbes und mahnt, sich selbst gegenüber immer wahrhaftig zu sein.“ Die Geschichte um Emma Bovary wird eingerahmt in Flauberts Prozess. James Mason greift in seiner Rolle als Flaubert während des gesamten Films immer wieder erläuternd ins Geschehen ein und erklärt den Richtern, warum Madame Bovary eine tragische Figur sei, die für ihre Sünden teuer bezahlen müsse.

### Veröffentlichung
Der Film hatte am 25. August 1949 Premiere in New York. In folgenden Ländern lief er 1950 an: Schweden, Australien, Japan, Finnland, Frankreich, Portugal und Argentinien. In Dänemark wurde er 1951 veröffentlicht, ebenso wie in Österreich und der Bundesrepublik Deutschland.
Außerdem wurde er in Brasilien, Chile, Griechenland, Italien, Polen und der Sowjetunion veröffentlicht.

## Rezeption

### Kritik
Die damaligen Kritiken zum Film waren ganz überwiegend begeistert von der Regie, vom Drehbuch, der Kameraführung sowie von Jennifer Jones’ Leistung. In späteren Kritiken war man sich einig, dass keine der späteren Verfilmungen die Leidenschaft, Sehnsucht und Tragödie der Emma Bovary so ergreifend vermittelt habe, wie dieser Film.
Bosley Crowther von der New York Times sprach von einer „schönen Filmversion“ des klassischen Romans von Gustave Flaubert, die ziemlich werkgetreu umgesetzt worden sei. Der Geschichte werde Zeit gegeben sich zu entfalten und dies mit einer Schar von Talenten. Herausgekommen sei das Beste, was man habe verlangen können bei einer solch’ tragischen Geschichte. Robert Ardrey habe die literarische Vorlage in ein spielbares Drehbuch verwandelt und Vincente Minnelli habe dem Film Schliff und Finesse gegeben. Der Höhepunkt seiner Leistung spiegele sich in der Ballsaal-Szene, die sich in einem Wirbel der Glückseligkeit steigere, um dann den Absturz in die Schande umso schlimmer zu verdeutlichen.
Die Bischofskonferenz der Vereinigten Staaten sprach ebenfalls von einer „schönen Anpassung“ von Gustave Flauberts Roman über die unzufriedene Frau eines Provinzarztes, die letztendlich den finanziellen Ruin ihres Mannes herbeiführten und ihr Leben kosten würden. Unter der Regie von Vincente Minnelli werde die Unfähigkeit dieser Frau, ihre Leidenschaften zu kontrollieren indirekt, aber doch klar und mit einer moralischen Perspektive durch den von James Mason dargestellten Flaubert in einem Gerichtsverfahren, das den Film eröffne und auch beende, dargestellt.
Variety kam zu dem Ergebnis, dass Madame Bovary als Charakterstudie zwar interessant anzusehen sei, aber schwer auszufüllen. Die Darstellung von grundlegenden Gefühlen in ihrer Emotionalität sei teils merkwürdig. Allerdings trage Vincente Minnellis Regie dazu bei, dass der Film sich professionell und anziehend präsentiere.
Kino.de bescheinigte Vincente Minnelli, dass seine „kunstvolle melodramatische Version […] sich durch Stil, glaubwürdige Konzentration auf Emmas ambivalentes Seelenleben und die Starqualität von Jennifer Jones“ auszeichne. Den Rahmen bilde „der historische Prozess gegen Flaubert (James Mason)“. Höhepunkt sei „der festliche Ball, Emmas einziger glücklicher Moment, für den Miklos Rozsa einen wunderbaren Walzer“ geschrieben habe.
Classic Film Guide war der Ansicht, dass Robert Ardrey mit seinem Drehbuch eine „herausragende Anpassung“ von Gustave Flauberts Roman gelungen sei. Auch Crazy4Cinema konnte der Verfilmung viel Positives abgewinnen und schrieb unter anderem, Jennifer Jones sei wunderbar in ihrer Rolle, schüchtern, böse und voller Lebensgier, die dieses Leben in eine Tragödie der Täuschungen und Demütigungen verwandele und auf ihrem ziemlich schnell bergab führenden Weg Menschen hinterlasse, die an ihr zerbrochen seien.
DVD Classik.com sprach von einer einfallsreichen Inszenierung und eleganten Kameraführung vor allem hinsichtlich der Ballsequenz, die den Höhepunkt des Films markiere. Minnelli werde nicht nur perfekt von der Technik unterstützt, sondern auch, was die anderen Positionen, wie Kostüm, Design, Dekoration und so weiter angehe. Die Dialoge seien schön und das Szenario sehr intelligent. Die Besetzung sei einwandfrei, bis vielleicht auf Christopher Kent, der „fad“ sei. Auch sei das Spiel von Jennifer Jones manchmal ein wenig theatralisch. Miklos Rozsas einzigartiger Stil sei von der ersten Note an erkennbar. Fazit: „Madame Bovary ist ein schöner Film, auch wenn er nicht den Gipfel von Minnellis Werken darstellt.“

### Auszeichnung
Oscarverleihung 1950: Cedric Gibbons, Jack Martin Smith, Edwin B. Willis und Richard Pefferle waren für ihre Leistung in dem Film in der Kategorie „Bestes Szenenbild“ (Schwarzweißfilm) für einen Oscar nominiert, der jedoch an John Meehan, Harry Horner und Emile Kuri und das Filmdrama Die Erbin (The Heiress) ging.
International Film Music Critics Awards (IFMCA) 2010 „Best Archival Release of an Existing Score“
- nominiert für den IFMCA Award Miklós Rózsa für das Soundtrack-Album „Miklós Rózsa Treasury“